# أندريا بوزو
أندريا بوزو (الإيطالية:anˈdrɛa ˈpottso؛ باللاتينية: "أندرياس بوتاس"، 30 نوفمبر 1642 – 31 أغسطس 1709) راهب اليسوعي الإيطالي، رسام باروك ومهندس معماري، ديكور، ومنظر الفن.

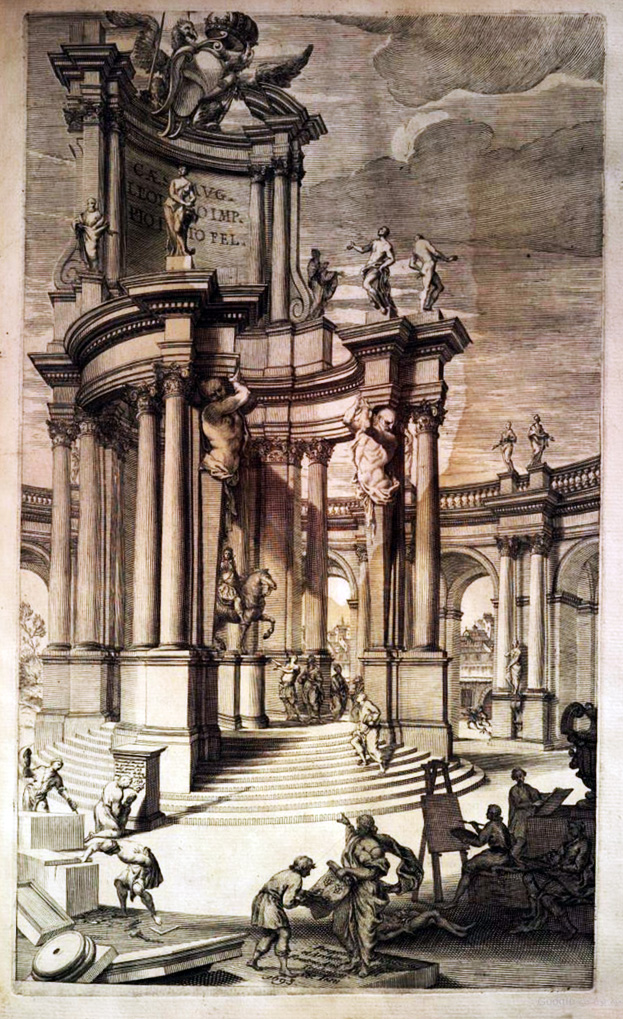
المنظور المعماري

## روابط خارجية
- أندريا بوزو على موقع الموسوعة البريطانية (الإنجليزية)

- National Gallery, Washington: Biographical details. Preparatory drawing for the ceiling of San Ignazio in the collection.
- Web Gallery of Art: Brief biography
- Pozzo
- Andrea Pozzo frescoes
- Chris Nyborg, Sant'Ignazio di Loyola a Campo Marzio The illusionistic dome seen from the desired position.
- Liechtenstein Garden Palace in Vienna
- Artisti Italian in Austria (in German)
- Perspectiva pictorum atque architectorum (1709)
- "Andreas Pozzo". الموسوعة الكاثوليكية. نيويورك: شركة روبرت أبيلتون. 1913.